# Dollerup
Dollerup település Németországban, Schleswig-Holstein tartományban. Lakosainak száma 1048 fő (2023. december 31.). Dollerup Westerholz, Steinbergkirche, Sörup, Grundhof és Langballig községekkel határos.

## Népesség
A település népességének változása:
| Lakosok száma | 867  | 1012 | 1000 | 1047 | 1033 | 1048 |
|               | 1975 | 2017 | 2019 | 2021 | 2022 | 2023 |